# Jiří Boháč (numismatik)
Jiří Boháč (* 8. ledna 1932 Klokočov) je český inženýr, numismatik a básník.
Narodil se v malé obci Klokočově, která se nachází na hřebenu Železných hor, nedaleko Sečské přehrady. Do školy začal chodit v Malči, kam se jeho rodiče v roce 1935 přestěhovali. Tam také prožil celé mládí. Je absolventem Gymnázia v Chotěboři a Fakulty elektrotechnické ČVUT v Praze.
Od mládí se zajímal o umění, historii a numizmatiku. Je dlouholetým členem České numizmatické společnosti, České společnosti přátel drobné plastiky a soudním znalcem pro numizmatiku.    
Ve volných chvílích také maloval obrazy. Je autorem dvou numizmatických knih Medaile a plastiky – Josef a Zdeněk Šejnostové (2005) a Medailéři Josef a Zdeněk Šejnostové (2013) a dalších článků z numizmatiky. Publikoval mnoho básní a tiskem byla vydána jeho básnická sbírka Verše z Podoubraví (2008) a knížka pro děti Jirkova abeceda (2019); zatím nevyšla tiskem sbírka básní Žena a láska.